# لیانولا پاهالاگاما
لیانولا پاهالاگاما (به لاتین: Liyanwela Pahalagama) یک منطقهٔ مسکونی در سری‌لانکا است که در استان مرکزی (سری‌لانکا) واقع شده‌است.